# 黄鳥歌
黄鳥歌（こうちょうか、朝鮮語: 황조가）は、高句麗の第二代王瑠璃明王が狩りに出ている時に側室である漢人の雉姫が、同じく側室である鶻川人の禾姫から「おまえは漢人の家の下女にすぎないのに、どうしてこれほどまでに無礼なのか!」と罵られたため実家に帰り、瑠璃明王は馬を走らせ追いかけたが、雉姫は帰らず、嘆き悲しんだ瑠璃明王が創った歌である。
黄鳥歌の漢詩訳は『三国史記』に記載され、黄鳥歌は紀元前17年に創られた歌であり文献に出てくるものとしては、朝鮮最古の歌である。

## 内容
ある時に瑠璃明王が黄鳥（コウライウグイス）のつがいが飛んでいるのを見て黄鳥歌を創った。
翩翩黄鳥　（すいすい飛び交うウグイスは）
雌雄相依　（雌と雄が寄り添っている）
念我之独　（我がひとり身が身にしみる）
誰其與帰　（誰とともに帰ろうか）